# ロックアイス
ロックアイスは、小久保製氷冷蔵（本社・千葉県八千代市）で製造されたかち割り氷のことで、氷の形状や独自の製法は、同社が氷雪業界に先駆けて開発及び生産開始されたものである。同社で製造されている様々な商品のうち、袋詰めのものやカップ容器に入った商品の一部は、ロックアイスを固有商品名として製造されている。なお、ロックアイスは固有商品名であると同時に、同社が保有する登録商標でもある。但し、レシピ本などでかち割り氷を指す普通名称であるかのように使われている場合も散見される。
現在、ロックアイスは同社のトップブランド商品として全国のコンビニエンスストアやスーパーマーケットのほか、酒店などでも購入でき、大概は1kg程度の袋詰めで売られている。また、業界に先駆けて海外進出にも取り組んでおり、タイ王国や中華人民共和国でも販売されている。
ロックアイスは、主にソフトドリンクや酒類を冷やすために用いられているが、特にカクテルや蒸留酒のオン・ザ・ロックスタイルで飲む際に重宝されている。
同社ではロックアイスと同質の氷を口に含みやすい大きさに加工してペットボトルに詰めた、ハンディロックアイスという商品も製造している。